# Juan Vázquez de Mella
Juan Vázquez de Mella y Fanjul (Cangues d'Onís, Astúries, 8 de juny de 1861 - Madrid, 26 de febrer de 1928) fou un polític tradicionalista, escriptor i filòsof catòlic espanyol, ideòleg del carlisme durant la restauració.

## Biografia

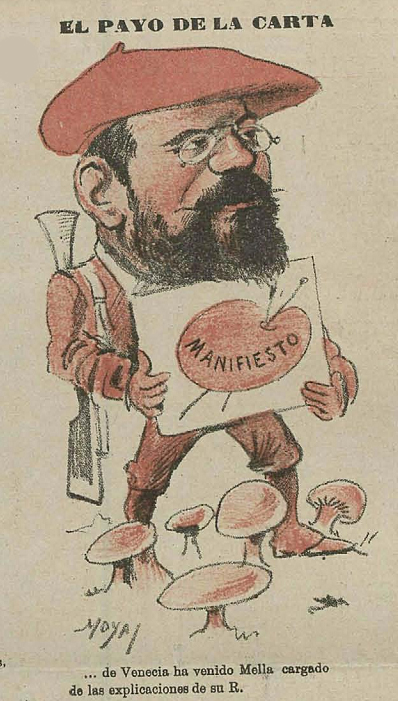
«El payo de la carta», a Gedeón, 1897.

Juan Vázquez de Mella y Fanjul va néixer al conceyu asturià de Cangues d'Onís el 8 de juny de 1861, fill de Juan Vázquez de Mella y Varela, tinent coronel retirat, natural de Boimorto, a La Corunya, i de Teresa Fanjul, natural de Cangues d'Onís.
Quan amb prou feines tenia sis anys va quedar orfe de pare. Va realitzar els seus estudis secundaris al seminari de Valdediós (1874-1877), que va ser en el seu moment seu del seminari menor de la Diòcesi d'Oviedo i també col·legi de segon ensenyament.
Una vegada acabat el batxillerat, es va traslladar amb la seva mare a Boimorto i va viure al costat d'altres familiars. Vázquez de Mella tenia setze anys i d'acord amb la família va decidir estudiar Dret en la Universitat de Santiago de Compostel·la. Era un estudiant amb una metodologia singular, perquè en el cas de determinades assignatures suplia, amb més profit, l'assistència a classe amb les lectures apassionades que devorava a les biblioteques.
Finalitzats els seus estudis inicia la seva carrera periodística (1887-1890) en el periòdic tradicionalista El Pensamiento Galaico de Santiago de Compostel·la. En 1888, quan Llauder fundà El Correo Español a Madrid es va fixar en la figura del jove periodista asturià i el va presentar com una nova esperança.
Fou elegit diputat carlí per Estella a les eleccions generals espanyoles de 1893, 1896 i 1898. De 1900 a 1905 va emigrar un temps a Portugal i després va estar retirat a Filgueira, consagrat a l'estudi. Fou escollit novament diputat per Aoiz a les eleccions generals espanyoles de 1903, per Pamplona a les eleccions generals espanyoles de 1905, 1907, 1910 i 1914, i per Oviedo com a candidat regionalista asturià a les eleccions generals espanyoles de 1916.
El seu paper històric va ser, fonamentalment, el de la renovació del carlisme, malmès des del fracàs de 1876. En Vázquez de Mella van trobar el suport intel·lectual que recollís, ordenés i sistematitzés el dispers ideari carlista per condensar-ho en un cos doctrinal traduït en programa polític; va ser, en síntesi, el que va donar caràcter «científic» al carlisme. Però el seu tradicionalisme és elevat a un exponent màxim sota la influència del pensament de Jaume Balmes, Donoso Cortés i altres pensadors, però de manera essencial per la doctrina social de Lleó XIII.
Quan va presentar la seva candidatura a Diputat a Oviedo el 1918 va ser derrotat per la coalició que reformistes i socialistes van presentar contra els conservadors. Va presentar a les Corts de Madrid una vigorosa petició sol·licitant que la maçoneria fos declarada il·legal, facciosa i traïdora, llevant de les ocupacions públiques als maçons. Va participar en el Congrés antimaçònic de Trento de 1896.

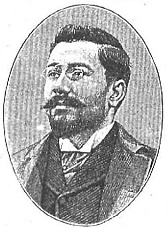
Vázquez de Mella, a Nuevo Mundo, 1898.

Vázquez de Mella era germanòfil, cosa que el va conduir a una sonada separació amb Jaume de Borbó, que a més de pretendent a la corona era aliadòfil. Jaume de Borbó, que havia estat confinat pels austríacs en el seu castell proper a Viena, va publicar el 1918 un manifest dirigit als tradicionalistes espanyols desautoritzant els que haguessin exterioritzat els seus sentiments germanòfils: Vázquez de Mella es va oposar al document i d'aquest cisma es va produir l'escissió que li va dur a fundar el 1918 el Partit Catòlic Tradicionalista. Les idees centrals en el seu pensament eren la Tradició, la monarquia, la unitat d'Espanya a través del regionalisme i del foralisme i la concepció orgànica de la societat on es reclama la sobirania no per a l'Estat sinó per a la societat a través de les seves organitzacions naturals: la família, el municipi, la regió.
Li van oferir dues vegades una cartera ministerial: una quan era jove, en els assajos unionistes de Cánovas del Castillo, i una altra, al final de la seva vida, al Govern nacional que presidiria Maura. En tots dos casos va refusar. El 29 de maig de 1924 en el Teatre Real de Madrid va pronunciar el seu últim discurs: «Divinidad de la Iglesia católica».
La seva salut s'anava esquerdant i a principis de 1925 va sofrir l'amputació d'una cama. Des de llavors amb prou feines es va moure del seu modest pis del Passeig del Prado, on als seus dolors físics se sumaven les penúries econòmiques, que van ser alleugerides pels seus amics d'amagat seu. Uns mesos abans de la seva defunció publica una de les seves obres de més ressonància: «Filosofía de la Eucaristía». Segons paraules de l'autor «com un humil tribut (…) al grandiós Congrés Eucarístic de Chicago» (1927). Va morir a Madrid el 26 de febrer de 1928.

## Obres
Les seves obres completes estan recollides en una trentena de volums.
- Fernández «Peñaflor», Miguel: Apuntes para una biografía. En Obras completas del Excelentísimo Señor Don Juan Vázquez de Mella y Fanjul. Volumen Primero: Selección de Elocuencia e Historia. Edición de la Junta del Homenaje a Mella. Madrid, 1932.
- García y García de Castro, Rafael: Vázquez de Mella. Sus ideas. Su persona. Editorial y Librería Prieto. Granada, 1940.
- Gambra, Rafael: Vázquez de Mella. Dirección General de Información. Publicaciones españolas. Madrid, 1953.